# Cornuticella cornuta
Cornuticella cornuta är en mossdjursart som först beskrevs av Busk 1852.  Cornuticella cornuta ingår i släktet Cornuticella och familjen Catenicellidae. Inga underarter finns listade i Catalogue of Life.